# Доннхад Міді мак Домнайлл

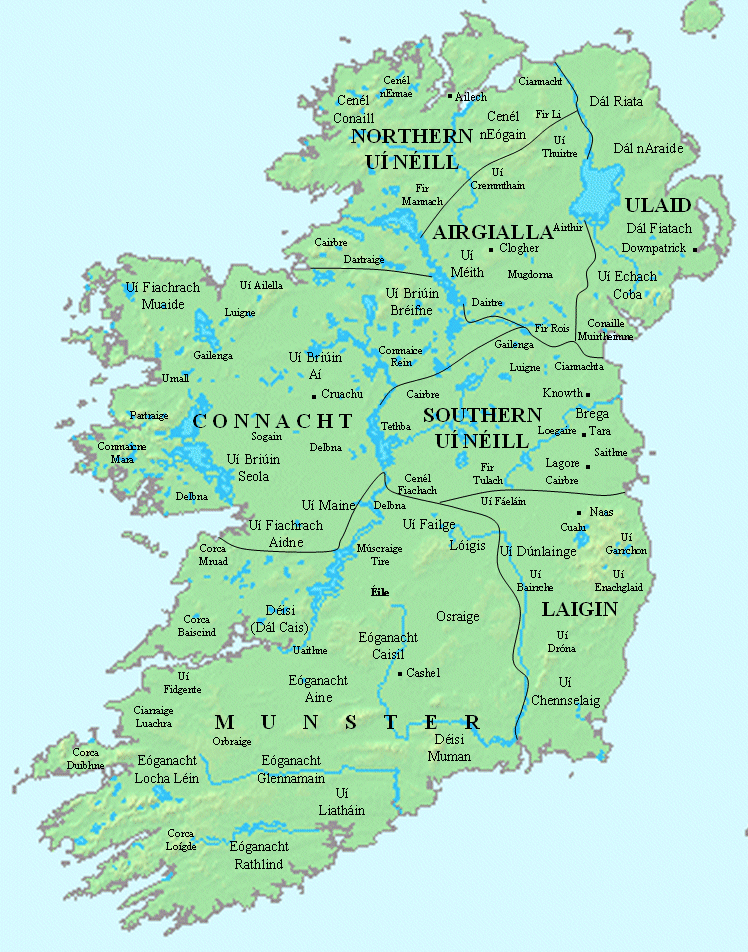
Племена та королівства в Ірландії в ранньому середньовіччі.

Доннхад Міді мак Домнайлл (ірл. Donnchad Midi mac Domnaill; 733—797) — верховний король Ірландії. Час правління: 775—797. Син верховного короля Ірландії Домналла Міді мак Мурхада (пом. 763) — першого верховного короля Ірландії з клану Холмайн (ірл. Clann Cholmáin), що мав свої кланові володіння в сучасному графстві Західний Міт. Правління Домналла Міді мак Мурхада та його наступника Ніалла Фроссаха мак Фергайле були відносно мирними в історії Ірландії. Але після приходу до влади Доннхада Міді мак Домнайлла ситуація в Ірландії знову загострилася — відновилися давні конфлікти верховних королів з васальними королівствами Ленстер та Мюнстер та з іншими — конкуруючими кланами О'Нейлів. Традиційно королівські клани О'Нейллів, що володарювали на півночі Ірландії намагалися підкорити королівства на півдні Ірландії, що лише формально визнавали владу верховних королів.
Доннхад Міді мак Домнайлл підтримував церкви та монастирі засновані в свій час святим Колумбою (Колумбаном), в тому числі тодішній центр християнства на всіх Британських островах — монастир на острові Йона. Це була свого роду традиція клану Холмайн. У своїх чисельних війнах Доннхад Міді мак Домнайлл використовував підтримку цих монастирів, особливо монастиря Дарроу. Одночасно з цим Доннхад Міді мак Домнайлл безжально грабував і руйнував монастирі, які підтримували його ворогів — північні клани О'Нейллів — Кенел н-Еогайн та підтримували королівства Ленстер та Мюнстер. Доннхад Міді мак Домнайлл ввійшов в історію як войовничий король, затятий воїн. Він намагався встановити тверду і неподільну владу клану Холмайн серед О'Нейлів та й по всій Ірландії.

## Походження та історичний фон
Доннхад Міді мак Домнайлл був сином верховного короля Ірландії Домналла Міді мак Мурхада та його дружини Айлбіне інген Айлелло (ірл. Ailbíne ingen Ailello) — принцеси з королівства Ард Кіаннахт (ірл. Ard Ciannacht) — невеликого королівства в долині річки Бойн. Домналл Міді був верховним королем Ірландії з 743 по 763 рік — після перемоги над Аедом Алланом у 743 році. Цей період був чи не найбільш мирним і спокійним в усій історії Ірландії — Домналл Міді був людиною глибоко релігійною і цікавився більше питаннями віри, аніж світською владою.
Доннхад Міді був далеким родичем Фалломона мак Кон Конгалта (ірл. Fallomon mac Con Congalt) з клану Холмайн Бікк (ірл. Clann Cholmáin Bicc), що носив титул короля Міде аж до своєї смерті в 766 році. Так що Доннхад Міді мак Домнайлл успадкував тільки титул короля Уснеха та вождя клану Холмайн після смерті свого батька у 763 році. Між родичами Доннхада Міді мак Домнайлла в клані Холмайн точилася ворожнеча та боротьба за першість. Його брат — Діармайт Дуб (ірл. Diarmait Dub) був вбитий у 764 році під час битви армії монастиря Дарроу з армією монастиря Клонмакнойс на чолі з Брессалом мак Мурхадо (ірл. Bressal mac Murchado) — його ж племінником. Брессал мак Мурхадо був вбитий під час сутички у тому ж році. У тому ж році Доннхад Міді мак Домнайлл переміг Фір Туллаха Міді (ірл. Fir Tulach Midi) — короля маленького володіння на берегах озера Лой Енелл (ірл. Lough Ennell). У наступному, 765 році за підтримки Фалломона мак Кон Конгалта (ірл. Fallomon mac Con Congalt) він переміг і вбив свого брата Мурхада (ірл. Murchad) в Карн Фіахах (ірл. Carn Fiachach) біля сучасного Рахкорнраха (ірл. Rathconrath), що в графстві Західний Міт. Фалломон мак Кон Конгалт був вбитий у 766 році. Після цього Доннхад Міді мак Домнайлл став королем Міде.

## Король Міде
У 769 році Доннхад Міді мак Домнайлл вигнав Койпре мак Фогартайга (ірл. Coirpre mac Fogartaig) з його володінь і він мусив піти у вигнання. Койпре мак Фогартайг правив південною частиною королівства Брега і був суперником Доннхада Міді мак Домнайлл щодо влади — клан Сіл н-Аедо Слайне (ірл. Síl nÁedo Sláine) був внутрішньо розділеним. У 770 році на тлі внутрішнього конфлікту в васальному королівстві Ленстер Доннхад Міді мак Домнайлл повів армію в це королівство. Король Ленстеру Келлах мак Дунхада (ірл. Cellach mac Dúnchada) відмовився дати бій і Доннхад Міді мак Домнайлл став табором в Дун Айлінне (ірл. Dún Ailinne) поки його армія протягом тижня грабувала королівство Ленстер.
«Літопис Чотирьох Майстрів» повідомляє, що Ніалл Фроссах мак Фергайле зрікся влади верховного короля Ірландії у 770 році — тоді ж коли Доннхад Міді мак Домнайлл вів військову компанію в Ленстері. У той же час «Літопис Ольстера» датує цю подію 771 роком і вказує це як початок правління Доннхада Міді мак Домнайлла як верховного короля Ірландії. Інші ж джерела вказують на те, що пройшло кілька років після зречення престолу Ніалл Фроссах мак Фергайле та коронуванням Доннхада Міді мак Домнайлла. Вважається, що Доннхад Міді мак Домнайлл зайняв трон верховних королів після військової компанії на півночі — в Ольстері в 772 році. Тобто корону верховних королів він отримав десь між 772 та 777 роками, можливо у 775 році.
У 775 році Доннхад Міді мак Домнайлл взяв під свій контроль монастир Клонард (ірл. Clonard) в Ленстері. У тому ж році він веде війну в Мюнстері. «Літопис Ольстера» повідомляє: Доннхад Міді «зробив великі спустошення та руїни на землях Мюнстера і багато жителів Мюнстера було вбито». Доннхад Міді мак Домнайлл повторив це у 776 році за допомогою монастиря Дарроу.
Літописи повідомляють, що він двічі вів війну в Тальтіу — очевидно, проти своїх родичів — в 774 та в 777 році. Ці війни були спрямовані проти королівства Кіаннахта (ірл. Ciannachta), проти Північної Бреги, де владарювали його родичі, але які вийшли з-під його контролю. Це було пов'язано з війною між Доннхадом Міді мак Домнайллом та Конгалахом мак Конайнгом (ірл. Congalach mac Conaing) — королем Кноуха (ірл. Knowth), яка почалась раніше, коли Доннхадом Міді водив свою армію в Ленстер. Битва в королівстві Брега закінчилась для Конгалаха мак Конайнга фатально — він та багато його союзників були вбиті.

## Верховний король Ірландії
У 778 році Доннхад Міді мак Домнайлл черговий раз проголосив в Ірландії «Закон святого Колумби (Колумбана)». Справа в тому, що різні ворогуючі клани з роду О'Нейлів періодично захоплюючи владу проголошували то «Закон святого Патріка» то «Закон святого Колумби» в залежності від того на які монастирі вони традиційно опиралися і які монастирі підтримували. Доннхад Міді мак Домнайлл підтримував монастир на острові Йона і «Закон святого Колумби» проголосив черговий раз разом з абатом Йони Брессалом (ірл. Bressal). У тому ж році помер на острові Йона колишній верховний король Ірландії Ніалл Фроссах мак Фергайле, що жив там монахом. У 779 році почав війну проти північних О'Нейлів щоб ще раз здобути титул «Короля Півночі».
Воїни королівства Ленстер спробували здійснити рейд на землі Доннхада, але їх атака була відбита. У тому ж році відбулась зустріч між вождями королівства Ленстер і О'Нейлами в резиденції «королів Тари» щоб узгодити всі суперечки які спровокували набіг. У 784 році подібна зустріч була запланована між Доннхадом і Фіахне мак Аедо Ройном (ірл. Fiachnae mac Áedo Róin) — королем Ольстеру на Ініс на Ріг (Острові Королів) — маленькому острові, який завдяки цій зустрічі отримав свою назву. Але зустріч і переговори не відбулися — один з королів відмовився виходити в море на кораблі, інший відмовився висаджуватися на берег (очевидно кожен побоювався якихось підступних дій з боку супротивника). Про ці події тогочасний поет писав в «Літописі Ольстера»: «І сталося це бо
Зустрілися на острові Ініс на Ріг (Острові Королів)
Фіахне не може прийти до землі
Доннхад не піде до моря».
У літописах є запис про 786 рік, коли був вбитий наставник монастиря в Дулане (ірл. Dulane) Фебордайх (ірл. Febordaith). У літописах пишеться, що це вбивство було здійснене як помста. Судячи по всьому це пов'язане з наступними подіями Доннхад переміг клан Сіл н-Аедо Слайне (ірл. Síl nÁedo Sláine) в битві під Ліа Фінн (ірл. Lia Finn) біля сучасного Ноббера, вбивши Фогартаха мак Куммускайга (ірл. Fogartach mac Cummuscaig) — короля Лагоре (ірл. Lagore).
У 791 році Доннхад, як пишуть літописи, «осквернив слуг Ісуса та мощі святого Патріка» — очевидно, зруйнувавши монастир в Тайлтіу. Доннхад напав на Аеда Ойрдніде (ірл. Áed Oirdnide), вигнав його з Тайлтіу та долини річки Бойн. Кахал мак Ехдах (ірл. Cathal mac Echdach) — король клану О'Хремхайнн (ірл. Uí Chremthainn) та багато інших вождів кланів були вбиті при втечі. Остання війна Доннхада, про яку повідомляють літописи, відбулась у 794 році, коли Доннхад допомагав королівству Ленстер у війні проти Мюнстера.

### Смерть
Помер Доннхад у 797 році у віці 64 років.

### Роль в історії
Різні історики і літописці писали про Доннхада по різному. Більшість сходилась на думці, що він був войовничим королем і крім війн нічого Ірландії не приніс. Ленстерські джерела пишуть про нього як про короля нечестивого та жорстокого. Одні монастирі, які він підтримував і захищав про нього відгукувались позитивно, інші ж релігійні громади — монастирі яких він руйнував (особливо на кордонах Мюнстера) писали про нього як про «Доннхада Гнівного», «Доннхада Жорстокого». Але в пізніші епохи, коли часто нападали на Ірландію вікінги, які руйнували і грабували монастирі, ця негативна пам'ять про Доннхада стерлася.

### Сім'я і нащадки
Доннхад був одружений з Бе Файл інген Кахайл (ірл. Bé Fáil ingen Cathail) — дочкою Кахала мак Муйредайга (ірл. Cathal mac Muiredaig) з Ольстера. Про її смерть повідомляється в «Літописі Ольстера» за 801 рік: «Бе Файл інген Кахайл — королева Доннхада померла».
Їхніми дітьми були Енгус (ірл. Óengus) та Маел Руанайд (ірл. Máel Ruanaid).
Крім цього, є повідомлення, що Доннхад був ще одружений з Фуйрсеах (ірл. Fuirseach) — дочкою Конгала (ірл. Congal) — короля Дал н-Арайді (ірл. Dál nAraidi). Вона була матір'ю його дітей — синів: Конхобара (ірл. Conchobar), Айліля (ірл. Ailill), Конна (ірл. Conn), Домналла (ірл. Domnall), Фалломана (ірл. Falloman) і дочок: Гормлайх (ірл. Gormlaith) та Евгініс (ірл. Euginis). Іноді пишали про Ейхне (ірл. Eithne), що була дочкою Доннхада і вийшла заміж за короля Ленстеру Брана Ардхенна (ірл. Bran Ardchenn), але вона була, імовірно, не дочкою, а сестрою Доннхада.